# Gerhard Schneider
Gerhard Schneider (Ulm, 22 de janeiro de 1969) é um clérigo alemão e bispo auxiliar da Igreja Católica Romana em Rottenburg-Stuttgart .

## Vida
Depois de concluir sua carreira escolar, Gerhard Schneider começou a estudar administração de empresas no Deutsche Bundesbank, onde trabalhou por vários anos depois de concluir seus estudos em Frankfurt am Main e Atenas.
Depois de decidir se tornar padre, em 1995, começou a estudar teologia católica no convento teológico de Wilhelmsstift Tübingen e em Roma. Em 2001, ele tornou-se bispo Gebhard Fürst de diácono ordenado. No seu diaconato, ele trabalhou em Munderkingen, no Danúbio. Ele então recebeu o sacramento da ordenação em 6 de julho de 2002. Ele passou a primeira parte de seu vicariato na unidade de pastoral de Unteres Brenztal, antes de se tornar repetido no Wilhelmsstift em Tübingen, de 2004 a 2009. Durante este tempo, ele completou seu doutorado na Ottmar Fuchs especialistaTeologia prática.
Após seu tempo como repetidor, trabalhou como diretor do seminário teológico-propedêutico Ambrosianum, em Tübingen, e como chefe do trabalho papal das profissões espirituais da igreja. Com efeito a partir de 1 de agosto de 2017, o bispo Gebhard Fürst o nomeou chefe do recém-estruturado Departamento VIII a (liturgia, arte e música da igreja com vocações pastorais) da diocese, e então entregou seu escritório como chefe do Ambrosianum a Jörg Kohr .
Em 16 de abril de 2019 o Papa Francisco nomeou titular da Abbir Germaniciana e Bispo Auxiliar de Rottenburg-Stuttgart,, em 13 de julho de 2019, foi ordenado na Co-Catedral de St. Eberhard pelo bispo Gebhard Fürst bispo. Os co- consagradores foram o Metropolita da Província da Igreja do Alto Reno, o arcebispo Stephan Burger, de Freiburg , e o bispo auxiliar Udo Bentz, de Mainz. Ele permanece em sua área de responsabilidade na seção principal VIII a da diocese até novo aviso. A partir de 1 de julho de 2019, o bispo Gebhard Fürst o nomeouMembro do capítulo da catedral de Rottenburg.

## Lema
O lema de Schneider é: Gaudium domini fortitudo nostra - a alegria no Senhor é a nossa força (Ne 8, 10). A tradução do lema, que baseado no Textbezeugung hebraico na NRSV como "A alegria do Senhor é a vossa força" é traduzido, Schneider cita a tradução em contrário no Latin Vulgata .

## Adesões
- Membro da reunião do Ordinariado Episcopal
- Membro do conselho diocesano (com voto consultivo)
- Membro do conselho sacerdotal diocesano
- Presidente da Comissão Litúrgica
- Presidente da Comissão de Música para Igreja
- Presidente do Conselho de Administração da University of Church Music
- Membro do conselho da associação de arte da diocese
- Membro do conselho da Cäcilienverband
- Membro do conselho da Mesnerverband
- Membro do conselho de administração do Fundo Teólogo
- Membro da Comissão de Arte Sacra
- Membro da Associação de História da Diocese[6]
- Membro da Amici Ambrosiani eV (Associação dos Ambrosianum Tübingen)

## Escritos
- Dissertação 2008: Com base no dogma e na história: desenho teológico pastoral de Franz Xaver Arnold (1898–1969). Schwabenverlag, Ostfildern 2009, ISBN 978-3-7966-1446-0 (362 páginas, cartão).
- Vocação: padre?: Pequeno guia de orientação. St. Benno Verlag, Leipzig 2010, ISBN 978-3-7462-2923-2 (80 páginas, cartão).
- Philipp Müller, Gerhard Schneider (ed.): Uma profissão na igreja? Questões de cuidado pastoral. 1ª edição. Matthias Grünewald Verlag, 2013, ISBN 978-3-7867-2968-6 (176 páginas, brochura).
- Seminário modelo descontinuado? - novos conceitos para uma antiga instituição. Herder Verlag, Freiburg / Basel / Vienna 2016, ISBN 978-3-451-37577-4 (190 páginas, capa dura).